# 西村伊作
西村 伊作（にしむら いさく、1884年（明治17年）9月6日 - 1963年（昭和38年）2月11日）は、日本の教育者、実業家。文化学院の創立者としても知られる。大正、昭和を代表する、建築家、画家、陶芸家、詩人、生活文化研究家。奈良県吉野郡下北山村で山林業、材木商を営む資産家で北山銀行の大株主兼取締役、紀和索道会社取締役。

## 来歴

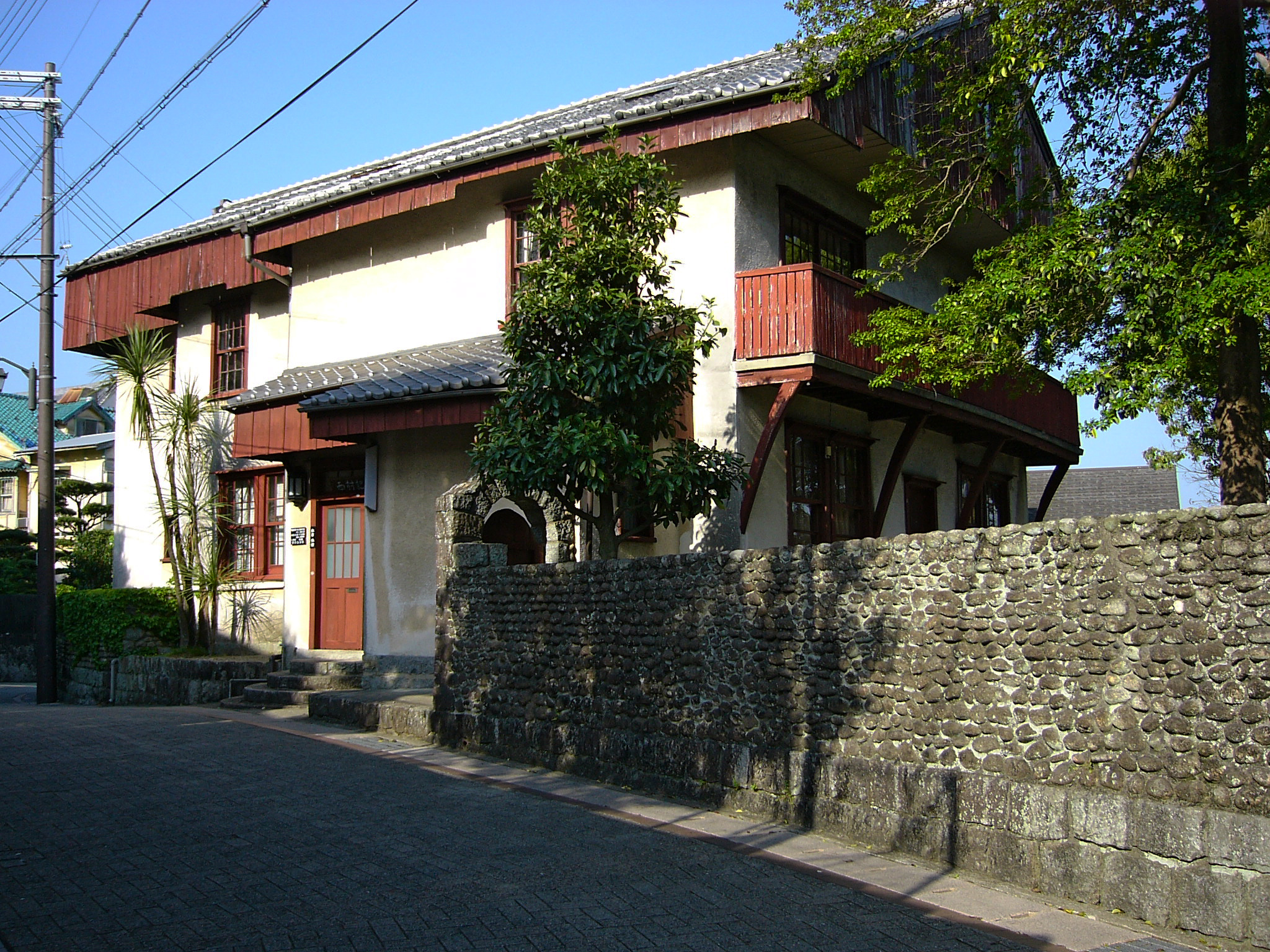
西村の旧宅（西村記念館）

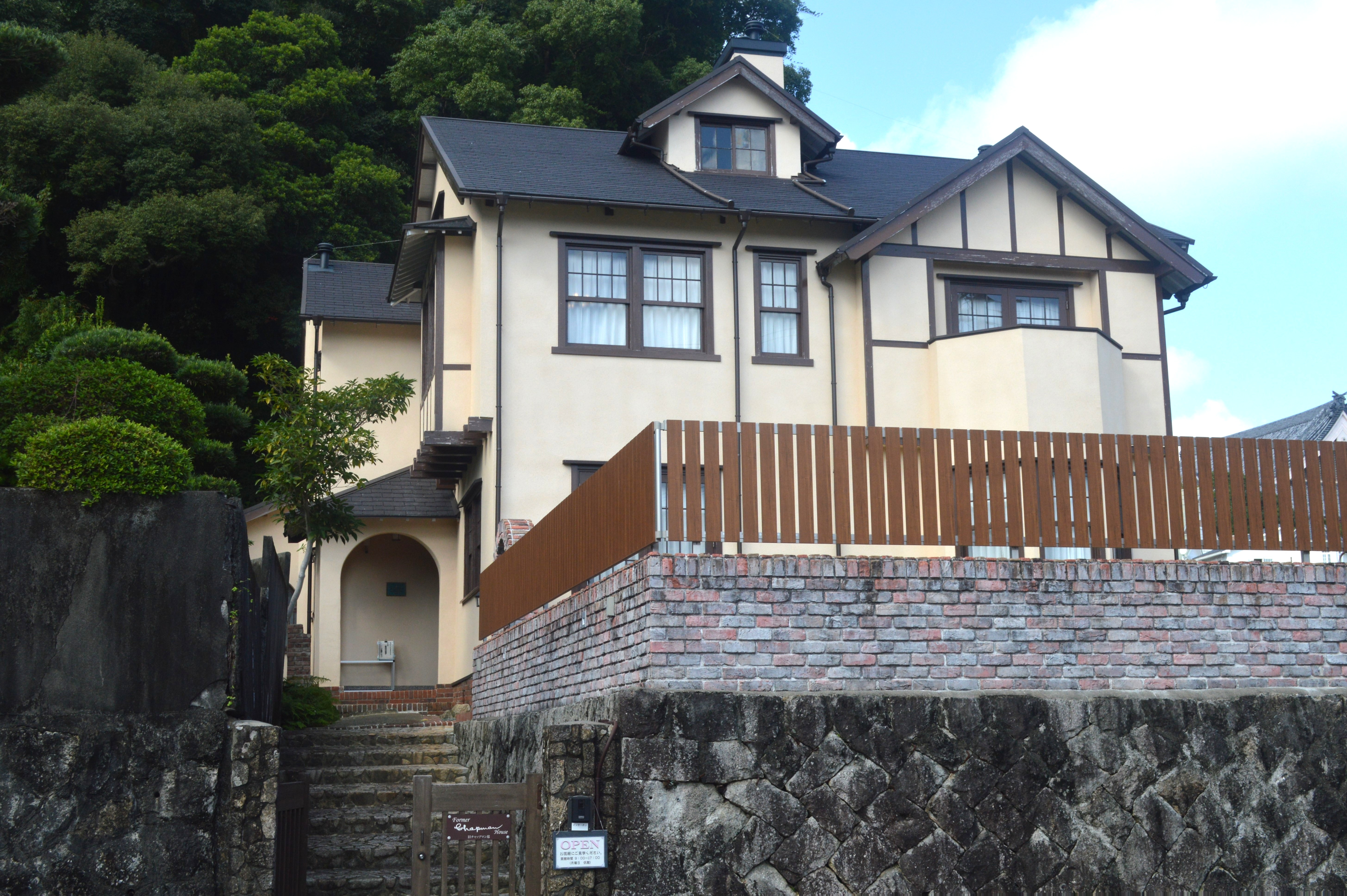
西村が設計した旧チャップマン邸（和歌山県、登録有形文化財）

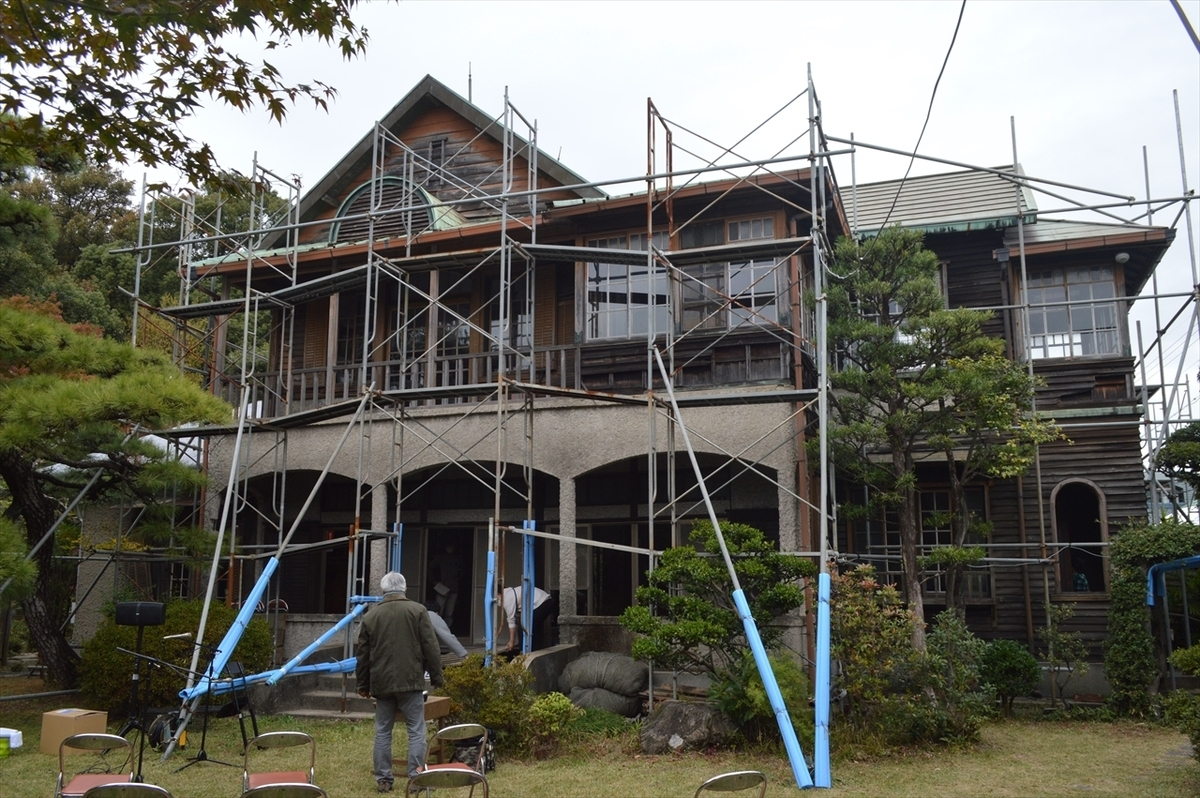
西村が設計した久野家住宅（愛山居）（愛知県、登録有形文化財）

### 誕生から青年期
和歌山県東牟婁郡新宮町（現・新宮市）出身。豪商の父・大石余平、母・ふゆのあいだに長男として誕生。弟に大石眞子（次男）、大石七分（三男）がおり、三兄弟の名は敬虔なクリスチャンであった父親が、聖書に登場するイサク（伊作）、マルコ（眞子）、スティーブン（七分）にちなんで名付けた（伊作自身は生涯無宗教であった）。
母方の西村家は、奈良県吉野郡下北山村（隣接の和歌山県北山村も含む？）一帯の山林王で、本家に跡継ぎが途絶えたため、祖母もんによって1887年（明治20年）に4歳の伊作が西村家の当主に、父親の余平がその後見人に指名された。余平一家は下北山村の西村家で暮らし始めたが、余平の西洋かぶれの暮らしなどから祖母と合わず、後見人を取り消されたため、再び新宮に戻った。父親は新宮教会を作って布教活動を行なうとともに、子供たちのために幼稚園も付設し、暮らしの洋風化も精力的に推し進めた。1889年（明治22年）に新宮が洪水に見舞われ、教会も幼稚園も被害を受けたため、一家は愛知県熱田町に拠点を移した。熱田神宮近くに「キリスト教講義所」の看板を掲げて伝道活動を続けながら、亜炭採掘を生業とした。伊作は洋服姿で尋常小学校へ通わされ、目立つ格好からよく苛められた。
一家は名古屋市に引っ越し、伊作も転校した。1891年（明治24年）10月28日早朝、南武平町に新設されたばかりの名古屋英和学校（現・名古屋学院）のチャペルに家族で礼拝に訪れたその折に濃尾地震が発生し、両親が崩れた教会の煉瓦の煙突の下敷きになって即死、当時7歳の伊作は重傷を負うも、生還した。この地震で、村の犠牲者は伊作の両親二人だけだった。伊作ら子供たちは祖母もんに引き取られ、もんを親権者に伊作は西村家の戸主となり、莫大な財産を相続した。11歳ころに、父の弟である大石誠之助がアメリカから帰国し新宮で医院を開業したのを機に、叔父の元に身を寄せ、新宮町高等小学校へ通う。
1898年（明治31年）、遠方からの入学者が多かった広島市の明道中学（1892年（明治25年）-1923年（大正12年）、他の出身者には黒島亀人、石田一松ら）に学ぶ。広島には父の妹・井出睦世が牧師の夫ともに住んでいたので、そこから通った。日露戦争に対して非戦論を唱え社会主義思想を持ちビラ配りをした。1903年（明治36年）に中学を卒業したあとは、実家に戻り、家業である山林管理と材木商を継ぐ。伊作は、少年のころから洋風で端正な出で立ちから「異人さんのよう」と言われていた。青年期から独学で絵を描き、陶器をつくり、欧米のモダンリビングを取入れた自邸を設計して住み、またアメリカ留学を終えて帰国した医師である叔父大石誠之助と本格的に生活の改善、欧米化を推進した。1904年（明治37年）に誠之助が開いた新宮初の洋食屋「太平洋食堂」（1年ほどで閉店）も手伝った。
大石誠之助の影響を受けて社会主義思想に共鳴し、幸徳秋水や堺利彦ら平民社に拠る社会主義者と交流した。

### 理想の暮らしを求めて
1905年（明治38年）に、兵役を逃れるため病気を理由にシンガポールへ脱出。半年ほどで日露戦争が終わったため帰国し、1907年（明治40年）に材木問屋の娘、津越光恵と結婚、前年に自らの設計で建てたバンガローで新婚生活を送った。1909年（明治42年）にはヨーロッパ各国とアメリカを巡る世界一周の旅をする。1911年（明治44年）に叔父の誠之助を大逆事件で失ったことから、政治的な活動家たちとは離れ、代わりに、1915年（大正4年）に自ら設計した洋風の自邸を再び建て（現在の西村記念館）、与謝野鉄幹・与謝野晶子夫妻、画家の石井柏亭、彫刻家の保田龍門、陶芸家の富本憲吉といった芸術家たちを東京から招き、地元作家である佐藤春夫らも交えて、文化人との交流を深めていった。1919年（大正8年）に最初の著作『楽しき住家』を出版、1920年（大正9年）には兵庫県御影町に西村建築株式会社を興し（1927年（昭和2年）には東京銀座でも開業）、1921年（大正10年）からは、与謝野夫妻の『明星 (文芸誌)』に「『家』のこと」と題した建築論の連載を開始した。伊作が理想とする新しい衣食住の研究のため、与謝野夫妻、堺利彦、沖野岩三郎を顧問に「西村芸術生活所」も新設し、芸術的生活の啓蒙雑誌の刊行や、駿河台に日本人に生活改善を教えるためのホテル建設、小田原に芸術家用の文化住宅を集めたコロニーの建設などを計画した。

### 文化学院創設
長女アヤの小学校卒業を機に伊作はあらゆる女学校などを見て回るが自分の教育方針に適する学校がないと考え、娘のために自らが考える真の学校教育を模索し、さまざまな芸術家、文化人との交流のなか、歌人与謝野晶子、画家石井柏亭に当時の学校令に縛られない自由でより創造的な学校を作ることを打ち明ける。両者は大いに賛同し、1921年、ホテル用地として伊作が買ってあった駿河台の土地に文化学院を創立。当時の中学校令や高等女学校令に縛られず、一流人たちによる芸術・学問の教育を行う快活で自由な学校をめざした教育を開始した。国との方針が違ったため補助金はなく、誰からの援助も受けず、すべて伊作自身の資産で運営された。当時、与謝野鉄幹が慶応義塾の教授に就いたこともあり、文化学院は慶應義塾の構成に則って作られた。そのため文化学院の開校式には文部次官と共に慶應義塾塾長も臨席。また、文化学院の歴代教員などの関係者には慶應義塾出身者が多い。広辞苑にのる数少ない学校の一つとなった。
校舎は伊作自身の設計で建てられ、当時の学校建築の常識を離れ、英国のコテージ風の建て物にし、かなりの話題を呼んだ。文化学院の教員としてさまざまな文化人、芸術家たちを招き、文学部長に、与謝野鉄幹、晶子夫妻や、菊池寛、川端康成、佐藤春夫などがついた。美術は、石井柏亭、有島生馬、山下新太郎、正宗得三郎、棟方志功、ノエル・ヌエットらが、音楽は、山田耕筰、エドワード・ガントレットなど、ほかにも、北原白秋、有島武郎、芥川龍之介、遠藤周作、吉野作造、高浜虚子、堀口大學、美濃部達吉ら数々の著名人が文化学院で教えた（2018年（平成30年）閉校）。
1923年（大正12年）、関東大震災で校舎が全焼。校舎に保管されていた、与謝野晶子が14年かけて現代語に翻訳した源氏物語が灰となる。校舎はかろうじて残った土台の上に、新しく積み上げて作り変えられた。現在、長野県軽井沢町のルヴァン美術館に創立当時の校舎が復元され、創立当時をうかがい知ることができる。
1943年（昭和18年）4月、反政府思想や天皇を批判、自由思想によって不敬罪および言論、出版、集会、結社等臨時取締法違反の容疑で拘禁され、8月には文化学院の閉鎖命令を受ける。伊作は持病の大動脈瘤による保釈まで半年間投獄され、釈放後も裁判やり直しを求めたが、終戦の混乱で自然回避した。戦後、文化学院を再興する。戦時中、文化学院は捕虜収容所となっていたため、米軍の空襲を免れ、そのおかげで近くの山の上ホテルも焼けずに済んだという。しかし同じお茶の水にあるアテネ・フランセは空襲で焼失し、戦後は文化学院の校舎の一部を借りて講義を再開、1962年（昭和37年）に新校舎が完成するまで文化学院内で講義が行われた。
学校経営を娘たちに譲って以降は、校舎の一部を寝起きに使ったり、陶芸製作に使ったりしていたが、実務からは離れ、1963年（昭和38年）に78歳で亡くなった。

## 人物

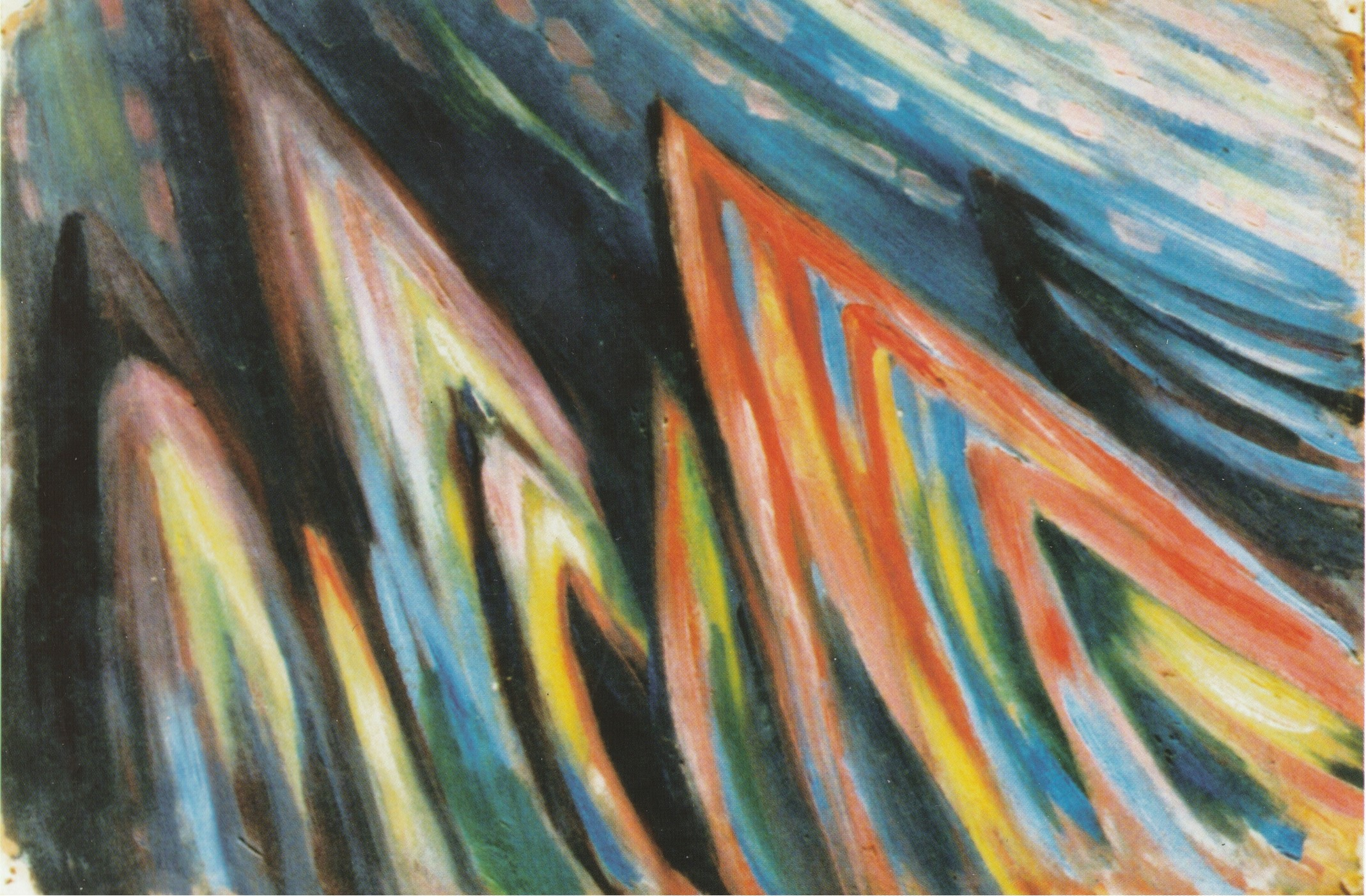
「Form of waves」（1916年）

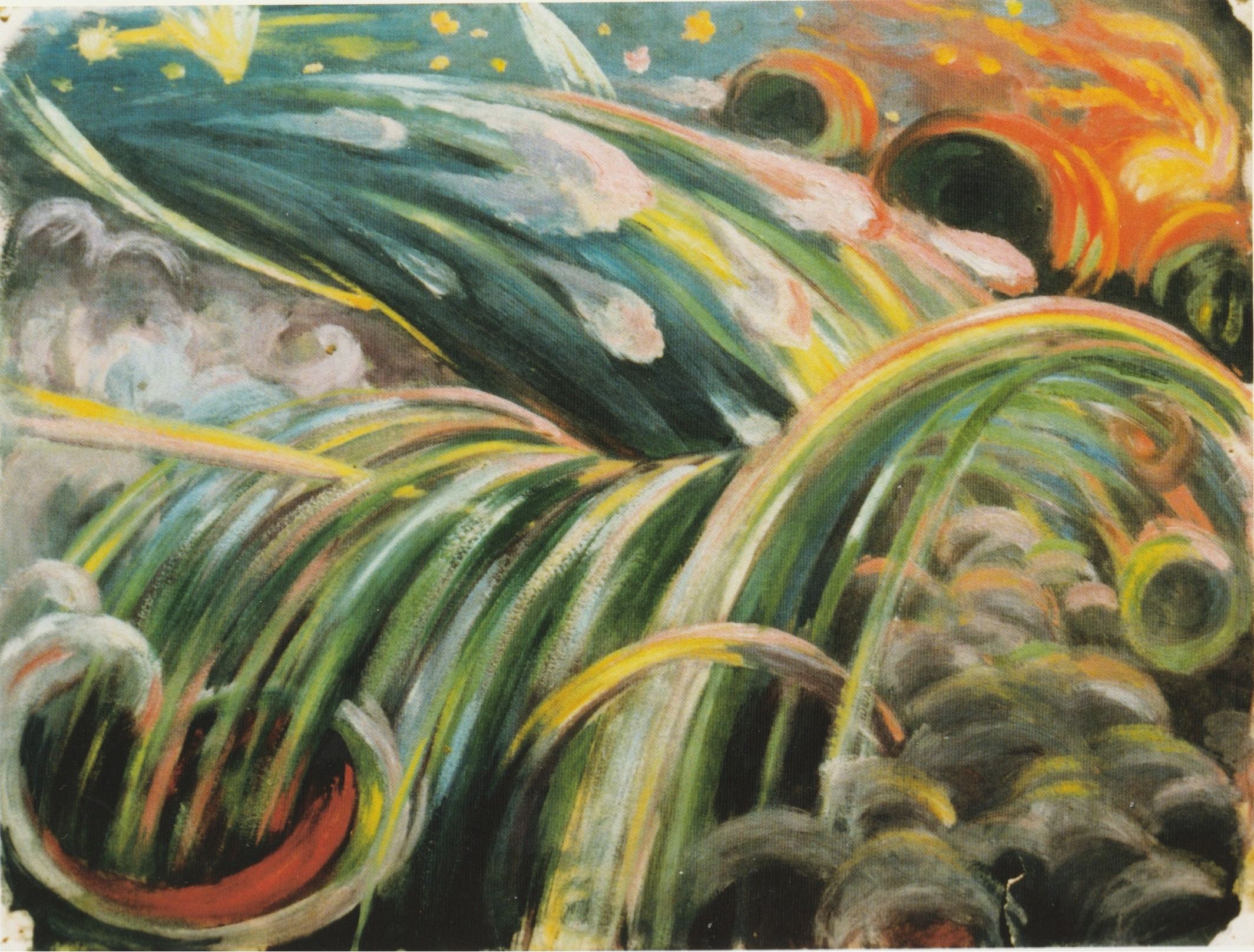
「Cosmos」（1916年）

私生活では、9人の子供に恵まれた。関東大震災の時には、家族を学院の中にあった自宅に残し、和歌山県の新宮に帰郷していたが、震災の東京での様子を聞いた伊作は、すぐさま汽車や船を乗り継ぎ、西村家と大きく書いた布を旗印に、燃え盛る東京のお茶の水周辺を歩き回り、自宅のある学院は無残にも燃え落ちているのを目の当たりにする。しかし、掲示板で家族は近くの与謝野亭に避難していることを知り、無事家族全員と再会できた。かつて両親を濃尾地震で失ったことから、伊作自身を大きく奮い立たせた。
作家の黒川創は、「西村伊作は、『ああ言えば、こう言う』のツムジ曲がりで、飽きずに一生を通した人である」「いわば、水に溶けきらない粒子のように、この日本という社会のなかで、伊作は生きた。彼の場合、逆風のなかだけでなく、たとえ順風が吹くときがあっても、まわりの社会や集団のなかに、『自分』が解消して終わるということがない」「彼は、どのような大義においても、殉教を称えようとしない人だった」と著書のなかで語っている。伊作は24歳で渡米した時、現地の人から、「お前は何者か、クリスチャンか、ナショナリストか、ソシアリストか」と問われ、I am only a freethinkerと答えたという。伊作は、毒舌家で、言いたいことをはっきり言う人であり、人々に説教するのが好きで、人前で演説することに快感を覚えていたという。学院の講堂では、でかでかと「天皇も乞食もたいして変わりはしない」と発言し、生徒や教員から止められることが多かった。
地元新宮ではケチで知られ、「金をつかったことのよろこびより、使わなくてすんだときのよろこびの方が大きい」と自らも書き残している。これは寄付の無心が多かったことと、浪費や詐欺などで財産を失わないように細心の注意を払っていたためで、毎年、所有している全山林の約50分の1を伐採して現金化し、その中から、自分のために使ってもよいとみなした費用の約3分の1を実際に使うようにしていたという。

## 文化学院、西村伊作について
与謝野晶子は、以下のように述べている。
学院の文学部長をつとめた佐藤春夫は、1960年10月の学内紙で以下のように語っている（抜粋）。

## その他
伊作自身が設計した新宮市の自邸（現・西村記念館）は、国の重要文化財に指定されている。軽井沢には、三男の八知が設立したルヴァン美術館（館長は四女のソノ）があり、文化学院創設当時の雰囲気を再現している。伊作が設計し、現存する建物に、桑原医院(現・下北山村立歴史民俗資料館）、倉敷教会、石丸助三郎邸（現・結婚式場「ラッセンブリ広尾」）などがある。
記録映画として、文化学院卒業生でもある清島利典監督による『ISAKU』（2001年）がある。

## 家族
- 父・大石余平 - 鉱山業などを営む豪商・大石増平の長男。新宮初の教会を設立。名古屋に転居後、濃尾大地震で教会の煙突の下敷きとなり妻とともに死去。大石家は古くから医師や教育家を輩出したが、一族いずれも知人と会っても挨拶もせずに自分の話を切り出すような変人の気風があった[15]。
  - 父方叔父・大石酉久 - 余平の次弟。洋服姿は役人か教師くらいだった時代に洋服を着てロバに乗ってラッパを吹き鳴らしながら農場に向かい、洋服姿のまま農作業をするなど、一風変わっていた。兄の影響で受洗し、新宮教会の執事を務めた。[15]
  - 父方叔父・大石誠之助 - 余平の末弟。アメリカ留学後医師になり、帰国後、広島の叔母に引き取られていた伊作を呼びよせる。大逆事件で刑死。
  - 父方叔母・井手睦世 - 余平の妹。 ミッションスクールの梅花女学校で学び、牧師・井手義久と結婚[16]。睦世が学校から持ち帰った聖書を見て余平はキリスト教に興味を持った。
- 母・大石ふゆ - 奈良県下北山村の山林王・西村家の娘。西村家は、代々吉野地方有数の山林地主。5人の子を儲けたが、上2人は夭折。伊作出産後、夫の影響で受洗。濃尾大地震で夫ともに死去。
  - 母方祖父・西村五郎兵衛 - 山林の売買でだまされたのをきっかけに精神を病み、亡くなった[17]。
  - 母方祖母・西村もん - 五郎兵衛の妻。両親を失った伊作を引き取った。もんは夫も跡取りの五郎作（ふゆの弟）も早くに亡くしたため、伊作を養子とし、家督を継がせた[15]。
- 弟・大石真子（まこ） - 聖マルコに因んだ名。両親没後、京都の父方伯母くわに引き取られ、同志社普通学校（現・同志社高等学校）に進学し、1903年（明治36年）、米国ロサンゼルスに3年間留学、遊米中の伊作とともに帰国。
- 弟・大石七分（しちぶん） - 聖スティーブンに因んだ名。兄の真子同様、京都の伯母に引き取られ、同志社普通学校を経て米国留学、1907年（明治40年）ボストン郊外の高校に入学。7年ほど滞在して帰国。本郷の菊富士ホテルに暮らし、高等遊民のような生活をしていた[18]。1916年よりカフェの女給・いそと同ホテルで同棲を始め（のち結婚し、長男・窓九を儲ける）、隣室に大杉栄と伊藤野枝を呼び寄せ、援助した。七分は絵がうまく、伊作から佐藤春夫邸(現・佐藤春夫記念館）などの設計を任されたりもしたが、派手な生活を好み奇行があったという。佐藤春夫の短編『FOU』は、七分の奇行をもとにしたものと言われている[19]。渡仏しパリで売春婦と同棲、伊作に説得されて帰国し妻子のもとに戻ったのちは、伊作の援助で暮らした。京都時代とパリ滞在中に発狂したことがあり、二度精神病院に入院した[20]。
- 子にアヤ、久二、ユリ、ヨネ、永吾、ソノ、ナナ、八知、クワ。子供たちのほとんどに海外経験があり、6人の娘のうち4人がスウェーデン、アメリカ、オランダ、ベルギーの男性とそれぞれ結婚した[3]。
  - 長女・アヤ（1908-1988） - 1928年アメリカ留学。文化学院の英語科長を務め、伊作の没後に文化学院の校長となった[21]。
  - 長男・久二（1910-1991） - 1928年アメリカ、1937年フランスのパリに留学し、建築を学ぶ。文化学院に建築科を設立し、理事長となった[21]。
  - 次女・ユリ（1912-2007） - 1936年フランスのパリに留学。フェルナン・レジェのアトリエに通った。文化学院にデザイン科、芸術科、アート＆クラフト科を設立し、科長を務めた。また、アメリカで織物を学び、織物を多数制作した[21]。
  - 三女・ヨネ（1913-2008） - 1935年の日米学生会議でニューヨークに行き、その後フランスのパリへ留学。文化学院でフランス語を教えた。スウェーデン人と結婚するが後に離婚し、ニューヨークに移住してハイスクールの教師を務めた[21]。
  - 次男・永吾（1915-2010） - アメリカの下着メーカー・ラバブルブラジャーに勤務した後、西村山林の社長を務めた[21]。
  - 四女・ソノ（1918-） - 1939年チェコスロバキアのプラハで外交官の娘の家庭教師を務める。第二次世界大戦中もオーストリアのウィーンやスイスで美術を学び、1946年帰国。1949年に渡米し、アメリカ人と結婚[21]。106歳を迎えた2024年時点でシアトルに在住している[22]。
  - 五女・ナナ（1920-1982） - 1948年アメリカのフロリダ州の大学へ留学。オランダ人と結婚し、ラバブルブラジャーの日本支店を設立した。その後、アメリカのモントレーに移住した[21]。
  - 三男・八知（1922-2012） - 東京芸術大学卒業後、文化学院に日曜芸術科を設立。1953年ヨーロッパに留学。帰国後に文化学院の美術科・日曜芸術科の科長を務める。アヤの後、2007年まで文化学院の校長を務めた[21]。
  - 六女・クワ（1927-2018以後） - 文化学院文科卒業後、1949年アメリカのフロリダ州、ニューヨークへ留学。ベルギー人の外交官と結婚し、ドイツ、アメリカ、スイス、ペルー、デンマークなど各地に在住[21]。著書に『光のなかの少女たち―西村伊作の娘が語る昭和史』（1995年、中央公論社）がある。2018年時点では存命であったが[21]、2024年4月時点では故人[22]。
- 長女・アヤの夫に石田周三。その娘・利根の夫に筑後柳川藩立花家第17代当主・立花宗鑑。
- 二女・ユリの夫に建築家の坂倉準三。建築家の坂倉竹之助は孫。ヒップホップMCのSPHEREは曾孫。伊作はスメラ思想にかぶれた婿の準三のことを、「一種の誇大妄想狂だ」と評した[23]。

## 著書
- 『楽しき住家』警醒社書店 1919. NCID BN0251341X
- 『田園小住家』警醒社書店 1921. NCID BN05482662
- 『装飾の遠慮』文化生活研究会 1922. NCID BN09328540
- 『生活を芸術として』文化生活研究会 1922. NCID BN02513464
- 『明星の家』文化生活研究会 1923. NCID BN02513340
- 『我子の教育』文化生活研究会 1923. NCID BN0282875X
- 『現代人の新住家』文化生活研究会 1924. NCID BA34483510
- 『我子の學校』文化生活研究會 1927. NCID BA31297870
- 『わが子 その養育その教育』大隣社 1939. NCID BN07980897
- 『性愛の書』神田出版社 1947. NCID BA67835930
- 『女と貞操 女性身上相談』コバルト社 1948. NCID BA68514535
- 『学生と性教育』式場隆三郎共著 建設社 1949. NCID BN1206870X
- 『恋愛学校』創元社 1952. NCID BN08656668
- 『我に益あり 西村伊作自伝』紀元社 1960. NCID BN02229289
- 『われ思う 人生語録』七曜社 1963. NCID BN08642619